# 尾道市立長江小学校
尾道市立長江小学校（おのみちしりつ ながえしょうがっこう）は、広島県尾道市長江にあった公立小学校。
1981年より双三郡布野村（三次市立布野小学校）との交流事業を行っていた。
他の市立小学校2校との統合による尾道市立尾道みなと小学校（新設）への再編に伴い、2025年3月限りで閉校となった。

## 歴史
- 1908年（明治41年）4月 - 第三尾道尋常小学校として設立
- 1920年（大正9年）4月 - 長江尋常小学校と改称
- 1941年（昭和16年）9月 - 尾道市長江国民学校と改称
- 1947年（昭和22年）4月 - 尾道市立長江小学校と改称
- 1981年（昭和56年）10月 - 布野小学校との交流事業開始
- 2021年（令和3年）4月 - 尾道市立長江中学校敷地内の仮設校舎に移転[2]。
- 2025年（令和7年）
  - 3月17日 - 最後の卒業式を挙行[3]。
  - 3月31日 - この日をもって正式に閉校

## 移転統合の経緯
尾道市では2019年11月、中心部にある本校および尾道市立土堂小学校・尾道市立久保小学校を、校舎の耐震補強の困難さや土砂災害の危険性などを理由に2020年度（2021年3月）をもって閉校し、久保小学校敷地に統合した新しい小学校を2023年に開校する計画を立てた。閉校から統合後の新しい小学校の開校までは尾道市立栗原小学校と尾道市立山波小学校に旧3校の児童を通学させる方針だったが、保護者などからの批判が相次ぎ、近くに仮設校舎を建設して統合まで対応することとなった。これにより、本校は2021年4月より尾道市立長江中学校敷地内の仮設校舎に移転した。2022年11月、尾道市教育委員会は小学校3校に加え、長江中学校・尾道市立久保中学校も対象に加えた小中一貫校を2025年4月に開校する方針を示し、小学校は長江中学校の敷地に校舎が設置されることとなった。学校の統合に関する議案は2023年9月20日の市議会で可決成立した。統合先の学校名は、2024年1月に開校準備委員会で「尾道みなと小学校」に案が絞られ、同年3月19日の尾道市議会で学校設置条例改正案が可決されて正式に決定した。